# Římskokatolická farnost Měděnec
Římskokatolická farnost Měděnec (německy Kupferberg) je zaniklé územní společenství římských katolíků v Měděnci a okolí.

## O farnosti
V 16. století byl v Měděnci postaven dřevěný kostelík. Kostel dnešní, zasvěcený Narození Panny Marie, byl postaven začátkem 19. století. Kdy při něm vznikla farnost, není známo. V roce 1993 se místní farnost stala součástí nově založené plzeňské diecéze a jako obtížně fungující byla v dubnu roku 2003 administrativně zrušena a její území včleněno do farnosti Vejprty. Vejprtská farnost byla k 1. lednu 2013 na základě dekretu Kongregace pro biskupy opětovně začleněna (se všemi farnostmi, které afilovala) do litoměřické diecéze, kam patřila před zřízením plzeňské.

## Duchovní správcové vedoucí farnost
Začátek působnosti jmenovaného v duchovní správě farnosti od:
- 1933 Albert Kittl, farář, n. 28. 9. 1998 Seifen, o. 9. 7. 1922[1]
  - 1948 Josef Novák, kaplan na Měděnci, zároveň administrátor v Ostrově, na. 12. 9. 1916 Křenovice, o. 28. 6. 1942[2]

| Fotografie | Kostel                      | Místo       | Bohoslužba              | Bohoslužba              | Poznámka              |
| ---------- | --------------------------- | ----------- | ----------------------- | ----------------------- | --------------------- |
|            | Kostel Narození Panny Marie | Měděnec     | Neslouží se pravidelně. | Neslouží se pravidelně. | někdejší farní kostel |
|            | Kaple sv. Terezie           | Horní Halže | Neslouží se pravidelně. | Neslouží se pravidelně. | kaple                 |